# رانده‌شده به کشتن
رانده‌شده به کشتن (به انگلیسی: Driven to Kill) یک فیلم اکشن آمریکایی محصول سال ۲۰۰۹ که توسط جف فاکس کینگ کارگردانی شده و با بازی استیون سیگال، مایک دوپود، ایگور جیجیکین و رابرت ویستن همراه است. این فیلم در ۱۹ مهٔ ۲۰۰۹ به‌صورت فیلم ویدئویی (دی‌وی‌دی) در ایالات متحده منتشر شد.

## بازیگران
- استیون سیگال به عنوان روسلان دراوف
- مایک دووود به عنوان بوریس
- ایگور جیجیکین به عنوان میهمان آبراموف
- رابرت ویستن به عنوان تری گلدشتاین
- اینا کوروبکینا به عنوان کاترین گلدشتاین
- زاک سانتیاگو به عنوان کارآگاه کاراکتر
- الکساندر رفالسکی به عنوان الکس
- یوجین لازارف به عنوان متصدی بار
- لورا مینل به عنوان لانی دراوف
- Aleks Paunovic به عنوان Tony Links
- انگرید تورانس به عنوان کارگزار نوردن
- سرگی نسیبوف به عنوان ایلیا
- دیمیتری چپوفسکی به عنوان استفان آبراموف
- کریستال لاو به عنوان تانیا
- دانیل کادمور به عنوان پسر جوان
- جری جنوبی به عنوان راننده تاکسی
- هالی اگلینگتون به عنوان رژیم
- دن پین به عنوان سرگئی
- Reg Tupper به عنوان مالک گروپ گروگان
- لیندا مینارد به عنوان دکتر

## فیلمبرداری
فیلمبرداری این فیلم سینمایی در ماه‌های ۱۲ و ۱۶ ژوئن ۲۰۰۸ در ساحل در وایت راک، بریتیش کلمبیا فیلمبرداری شده‌است.